# Behuria comosa
Behuria comosa är en tvåhjärtbladig växtart som beskrevs av R.Tavares, Baumgratz och Renato Goldenberg. Behuria comosa ingår i släktet Behuria och familjen Melastomataceae. Inga underarter finns listade i Catalogue of Life.